# Sudwala Caves

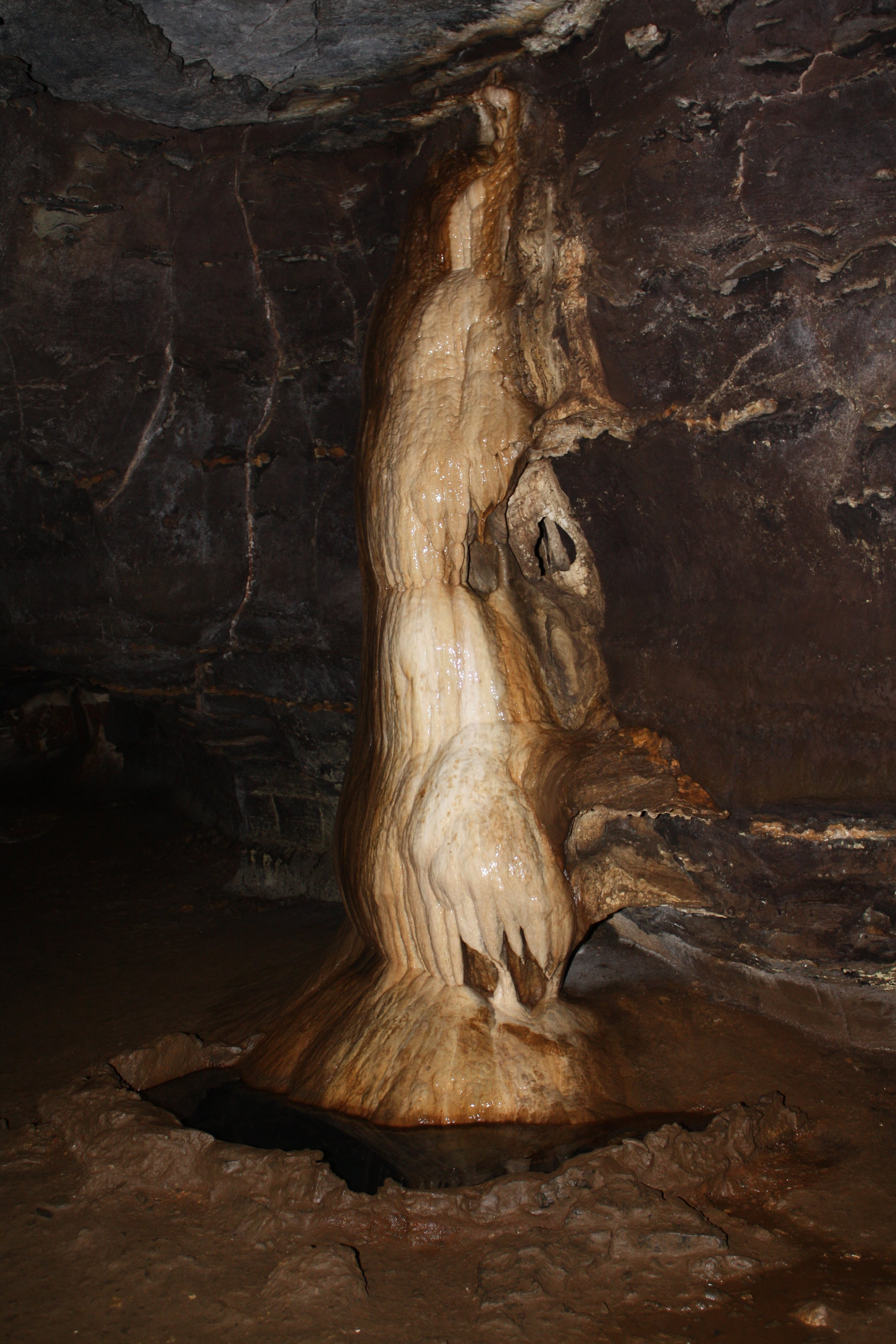
Sudwala Caves

Die Sudwala Caves sind ein Höhlensystem in Südafrika, Provinz Mpumalanga, in den nördlichen Ausläufern der Drakensberge am Übergang des Highveld in das Lowveld. 
Der die Höhlen umgebende Fels besteht aus über drei Milliarden Jahre altem, präkambrischen Dolomit. Das heutige Afrika war damals noch Teil des Urkontinents Gondwana. Die Sudwala Caves selbst entstanden vor rund 240 Millionen Jahren und sind damit eines der ältesten Höhlensysteme der Welt. 
Von dem umfangreichen Höhlensystem sind 600 Meter im Rahmen einer normalen Besichtigung begehbar, 2.000 Meter sind im Rahmen von speziellen geführten Touren zugänglich. Die größte Höhle hat eine Deckenhöhe von 18 Metern und einen Durchmesser von 66 Metern und wird für Konzerte genutzt.
Die erste überlieferte Entdeckung der Höhlen soll durch den Swasi-Prinzen Somquba erfolgt sein. 
Zu Beginn der Besiedlung der Gegend durch Buren wurde in den Höhlen die von Fledermäusen hinterlassenen meterdicken Guano-Schichten als Dünger abgebaut. 

## Lage
Die Sudwala Caves liegen rund 35 Kilometer westlich von Mbombela, nördlich der Autobahn N4 an der R539.

## Sonstiges
Die Höhle ist nach einem früheren Wächter benannt.